# ATC代码 (J04)
ATC代码J04（抗分支杆菌药）是解剖学治疗学及化学分类系统的一个药物分组，这是由世界卫生组织药物统计方法整合中心所制定的药品及其它医用产品的官方分类系统。分组J04是J抗感染药的一部分。
兽用代码（ATCvet码）可以在人用ATC代码前加Q字母：QJ04等。
国家ATC分类可能包括列表中没有的其它分类，列表为世界卫生组织（WHO）版本。

## J04A 顿挫性结核治疗用药（Drugs for treatment of tuberculosis）

### J04AA氨基水杨酸及其衍生物类（Aminosalicylic acid and derivatives）
J04AA01 氨基水杨酸（Aminosalicylic acid）
J04AA02 氨基水杨酸钠（Sodium aminosalicylate）
J04AA03 氨基水杨酸钙（Calcium aminosalicylate）

### J04AB 抗生素类（Antibiotics）
J04AB01 环丝氨酸（Cycloserine）
J04AB02 利福平（Rifampicin）
J04AB03 利福霉素（Rifamycin）
J04AB04 利福布汀（Rifabutin）
J04AB05 利福喷汀（Rifapentin）
J04AB30 卷曲霉素（Capreomycin）

### J04AC酰肼类（Hydrazides）
J04AC01 异烟肼（Isoniazid）
J04AC51 异烟肼，复方（Isoniazid, combinations）

### J04AD硫脲衍生物类（Thiocarbamide derivatives）
J04AD01 丙硫异烟胺（Protionamide）
J04AD02 硫卡利特（Tiocarlide）
J04AD03 乙硫异烟胺（Ethionamide）

### J04AK 其它顿挫性结核治疗用药（Other drugs for treatment of tuberculosis）
J04AK01 吡嗪酰胺（Pyrazinamide）
J04AK02 乙胺丁醇（Ethambutol）
J04AK03 特立齐酮（Terizidone）
J04AK04 吗啉米特（Morinamide）

### J04AM 顿挫性结核治疗用药的复方（Combinations of drugs for treatment of tuberculosis）
J04AM01 链霉素和异烟肼（Streptomycin and isoniazid）
J04AM02 利福平和异烟肼（Rifampicin and isoniazid）
J04AM03 乙胺丁醇和异烟肼（Ethambutol and isoniazid）
J04AM04 氨硫脲和异烟肼（Thioacetazone and isoniazid）
J04AM05 利福平、吡嗪酰胺和异烟肼（Rifampicin, pyrazinamide and isoniazid）
J04AM06 利福平、吡嗪酰胺、乙胺丁醇和异烟肼（Rifampicin, pyrazinamide, ethambutol and isoniazid）

## J04B麻风病治疗用药（Drugs for treatment of lepra）

### J04BA 麻风病治疗用药（Drugs for treatment of lepra）
J04BA01 氯法齐明（Clofazimine）
J04BA02 氨苯砜（Dapsone）
J04BA03 阿地砜钠（Aldesulfone sodium）